# Stewart (Indiana)
Pour les articles homonymes, voir Stewart.
Stewart est une localité non incorporée située dans le Jordan Township, comté de Warren, dans l'Indiana aux États-Unis. Elle se trouve au terminus sud de la Bee Line Railroad, et comprend une seule maison et un silo à grain géré par la Stewart Grain Company.